# Cerco de Guînes (1352)
O Cerco de Guînes ocorreu de maio a julho de 1352, quando um exército francês comandado por Geoffrey de Charny tentou, sem sucesso, recapturar o castelo francês em Guînes, que havia sido tomado pelos ingleses em janeiro anterior. O cerco fez parte da Guerra dos Cem Anos e ocorreu durante a precária e pouco respeitada trégua de Calais (1347-1355).
O castelo altamente fortificado tinha sido conquistado pelos ingleses durante um período de trégua nominal e o rei inglês, Eduardo III, decidiu mantê-lo. Charny liderou uma força de 4500 homens e retomou a cidade, mas não conseguiu bloquear o castelo. Após dois meses de luta intensa, um grande ataque noturno inglês ao acampamento francês infligiu uma pesada derrota e os franceses retiraram-se. Guînes foi incorporado ao Pale de Calais. O castelo foi sitiado pelos franceses em 1436 e 1514, mas conseguiu resistir em cada uma das vezes, até cair nas mãos dos franceses em 1558.

## Antecedentes
Desde a conquista normanda de 1066, os monarcas ingleses detinham títulos e terras na França, cuja posse os tornava vassalos dos reis da França. Após uma série de desentendimentos entre Filipe VI da França (r. 1328–1350) e Eduardo III da Inglaterra (r. 1327–1377), a 24 de maio de 1337, o Grande Conselho de Filipe em Paris concordou que as terras mantidas por Eduardo na França deveriam ser retomadas nas mãos de Filipe, alegando que Eduardo havia violado suas obrigações como vassalo. Isso marcou o início da Guerra dos Cem Anos, que duraria 116 anos. Após nove anos de guerra inconclusiva, mas cara, Eduardo desembarcou com um exército no norte da Normandia em julho de 1346. Ele então lançou a campanha de Crécy, até os portões de Paris e ao norte da França. Os ingleses voltaram-se então para lutar contra o exército mais numeroso de Filipe na Batalha de Crécy, onde apesar da superioridade numérica, os franceses foram derrotados com prejuízos pesados.
Eduardo precisava de um porto onde o seu exército pudesse se reagrupar e ser reabastecido pelo mar. O porto de Calais, no Canal da Mancha, servia para esse propósito; também era altamente defensável e forneceria um entreposto seguro para os exércitos ingleses na França. Calais poderia ser facilmente reabastecida por mar e defendida por terra. Em setembro de 1346, o exército de Eduardo sitiou o porto. Com as finanças e a moral da França em baixa depois de Crécy, Filipe não conseguiu socorrer a cidade e os famintos defensores renderam-se a 3 de agosto de 1347. No dia 28 de setembro, a Trégua de Calais, cujo objetivo era cessar temporariamente a luta, foi acordada. Era para durar nove meses até 7 de julho de 1348, mas foi prorrogada repetidamente. Ainda assim, a trégua não impediu os confrontos navais entre os dois países, nem combates de pequena escala na Gasconha e na Bretanha. O grande número de soldados desempregados gerou uma nova ameaça, os routiers, bandos de saqueadores agindo por iniciativa própria em território francês.
Em julho de 1348, um membro do Conselho do Rei, Geoffrey de Charny, ficou encarregado de todas as forças francesas no nordeste. Apesar de a trégua estar em vigor, Charny elaborou um plano para retomar Calais e subornou Amerigo de Pavia, um oficial italiano da guarnição da cidade, para abrir um portão para uma força liderada por ele. O rei inglês tomou conhecimento da conspiração, cruzou o Canal da Mancha e liderou os seus cavaleiros e a guarnição de Calais num contra-ataque surpresa. Quando os franceses se aproximaram, no dia de Ano Novo de 1350, eles foram derrotados por esta força menor, com perdas significativas e todos os seus líderes capturados ou mortos; Charny estava entre os capturados.
No final de 1350, Raoul, Conde d'Eu, o Grande Condestável da França, regressou após mais de quatro anos em cativeiro inglês. Ele estava em liberdade condicional a mando de Eduardo, aguardando a entrega do seu resgate. Esta quantia era extremamente elevada, de 80 000 écus segundo rumores; mais do que Raoul podia pagar. Foi acordado que, em vez disso, ele entregaria a cidade de Guînes, a 9,7 km de Calais, que estava na sua posse. Este era um método comum de liquidação de resgates. Guînes tinha uma fortaleza extremamente poderosa e era a principal fortificação no anel defensivo francês em torno de Calais. A posse nas mãos inglesas ajudaria muito a proteger Calais contra novos ataques surpresa por parte dos franceses, assim como abriria o caminho para a Artésia e Ilha de França.
Guînes tinha pouco valor financeiro para Raoul e estava claro que Eduardo estava preparado para aceitar em vez do pagamento total do resgate apenas por causa da sua posição estratégica. Irritado com a tentativa de enfraquecer o bloqueio de Calais, o novo rei francês, João II, mandou executar Raoul por traição, impedindo a concretização da transação. Essa interferência da coroa nos assuntos pessoais de um nobre, especialmente um de tão alto estatuto, causou alvoroço na França.

## Ataque inglês

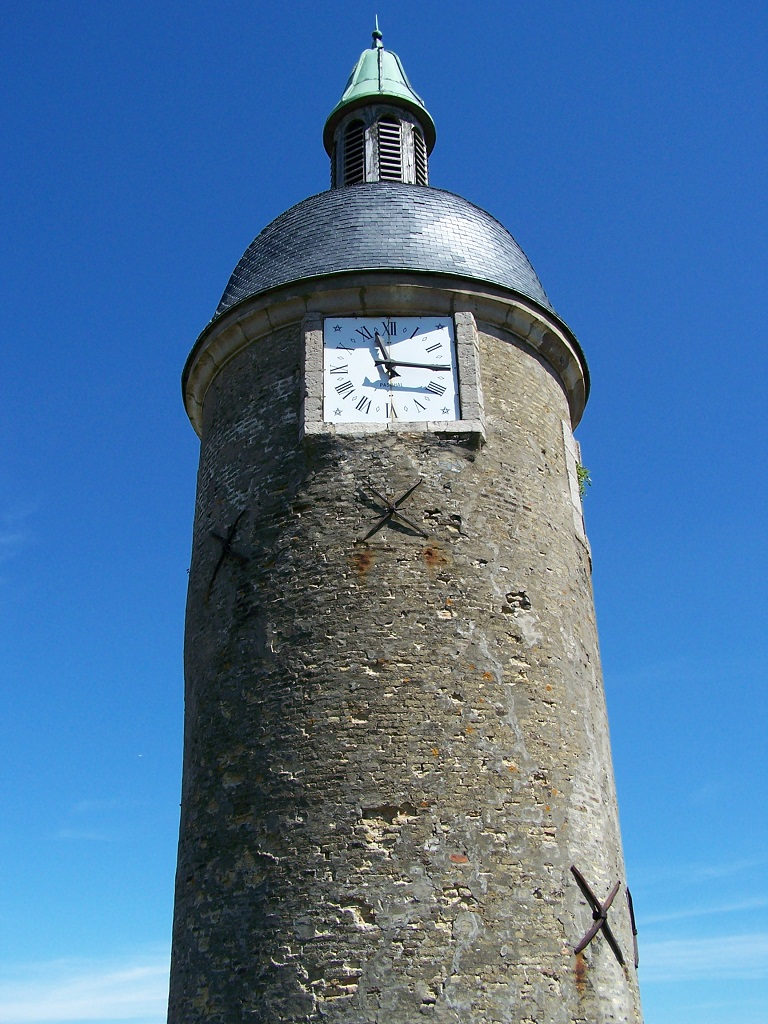
A torre de Guînes em 2007

No início de janeiro de 1352, a cidade de Guînes foi alvo de um routier bastante representativo, João de Doncaster, um jovem soldado, membro da guarnição de Calais, onde permanecia por ter sido exilado da Inglaterra por crimes violentos. De acordo com alguns relatos contemporâneos, antes de servir nessa posição, ele havia sido preso no início da guerra e sujeito a trabalhos forçados em Guînes, cujas fortificações eram frequentemente usadas como alojamentos para prisioneiros ingleses. Nesse período ele teve oportunidade para examinar as defesas da cidade. Uma dessas fontes sugere que Doncaster descobriu os detalhes das defesas de Guînes através de um caso com uma francesa que trabalhava no local.
Liderando um grupo de soldados ingleses, Doncaster tomou a cidade num ataque à meia-noite.  A guarnição francesa de Guînes não esperava um ataque e o grupo de Doncaster atravessou o fosso, escalou as paredes, matou os sentinelas, invadiu a fortaleza, libertou os prisioneiros ingleses e tomou todo o castelo.
Os franceses ficaram furiosos: o comandante interino, Hugues de Belconroy, foi arrastado e esquartejado por abandono dos seus deveres, a mando de Charny, que havia regressado à França após ser resgatado do cativeiro inglês. Enviados franceses correram para Londres para fazer um forte protesto contra Eduardo a 15 de janeiro. Eduardo foi colocado numa posição difícil. Os ingleses vinham a fortalecer as defesas de Calais com a construção de torres fortificadas ou baluartes nos gargalos das estradas que atravessavam os pântanos até a cidade. Estes não podiam competir com a força das defesas em Guînes, o que melhoraria muito a segurança do enclave inglês em torno de Calais. No entanto, mantê-lo seria uma violação flagrante da trégua então em vigor. Eduardo sofreria uma perda de honra e possivelmente uma retomada da guerra aberta, para a qual não estava preparado. Ele, portanto, ordenou que os ocupantes ingleses devolvessem Guînes.
Por coincidência, o Parlamento inglês estava agendado para se reunir, com sessão de abertura a 17 de janeiro. Vários membros do Conselho do Rei fizeram discursos inflamados e belicosos e o parlamento foi persuadido a aprovar três anos de impostos de guerra. Seguro de que tinha apoio financeiro adequado, Eduardo mudou de ideias. No final de janeiro, o capitão de Calais recebeu novas ordens: assumir a guarnição de Guînes em nome do rei. Doncaster foi perdoado e recompensado, ganhou o título de cavaleiro e tornou-se uma espécie de ícone social. Determinados a contra-atacar, os franceses tomaram medidas desesperadas para arrecadar dinheiro e começaram a formar um exército.

## Ataque francês

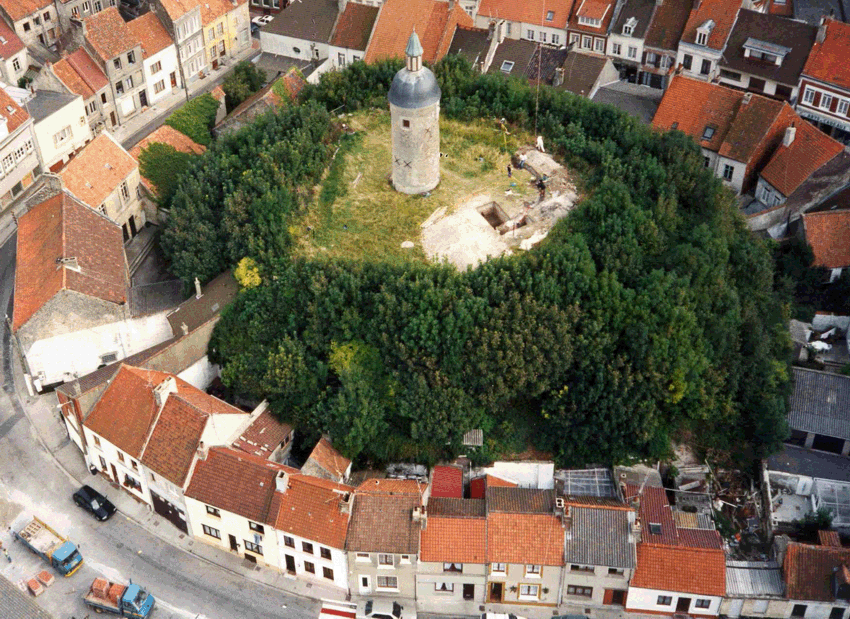
Mota e torre de menagem de Guînes em 2012

A eclosão das hostilidades em Guînes fez com que os combates também se intensificassem na Bretanha e na área de Saintonge, no sudoeste da França, mas o principal esforço francês foi contra Guînes. Geoffrey de Charny foi novamente colocado no comando de todas as forças francesas no nordeste. Ele reuniu um exército de 4500 homens, incluindo 1500 homens de armas e um grande número de besteiros italianos. Em maio os 115 homens da guarnição inglesa, comandados por Thomas Hogshaw, estavam sitiados. Os franceses reocuparam a cidade, mas tiveram dificuldade em se aproximarem do castelo. O terreno pantanoso e muitos pequenos cursos d'água dificultavam a abordagem da maioria das direções, ao mesmo tempo em que facilitavam o abastecimento de água e o reforço da guarnição. Charny decidiu que a única abordagem viável era pela entrada principal voltada para a cidade, defendida por um forte barbacã. Mandou converter em fortaleza um convento a pouca distância, rodeado por uma robusta paliçada, e ali posicionou catapultas e canhões.
No final de maio, as autoridades inglesas, preocupadas com esses preparativos, reuniram uma força de mais de 6000 homens que foi gradualmente enviada para Calais. De lá, eles perseguiram os franceses no que o historiador moderno Jonathan Sumption descreve como "luta selvagem e contínua" ao longo de junho e início de julho. Em meados de julho, um grande contingente de tropas chegou da Inglaterra e, reforçado por grande parte da guarnição de Calais, conseguiu abordar Guînes sem ser detetado e lançar um ataque noturno ao acampamento francês. Muitos franceses foram mortos e grande parte da paliçada ao redor do convento foi destruída. Pouco depois Charny abandonou o cerco, deixando uma guarnição para manter o convento.
Os franceses capturaram e depredaram uma torre inglesa recém-construída em Fretun, a 4,8 km a sudoeste de Calais, depois recuaram para Saint-Omer, onde o seu exército se desfez. Durante o resto do ano, os ingleses expandiram o seu enclave ao redor de Calais, construindo e fortalecendo fortificações em todas as rotas de acesso através dos pântanos ao redor de Calais, formando o que se tornou o Pale de Calais. A potencial ameaça ofensiva representada por Calais levou os franceses a guarnecer 60 posições fortificadas num arco ao redor da cidade, a um custo ruinoso.

## Consequências
A guerra também foi má para os franceses em outras frentes e, encorajado pelo novo Papa, Inocêncio VI, um tratado de paz foi negociado em Guînes no início de 1353. A 6 de abril de 1354, um esboço foi acordado. Este Tratado de Guînes teria encerrado a guerra, muito a favor da Inglaterra. Embaixadores franceses e ingleses viajaram para Avinhão naquele inverno para ratificar o tratado na presença do Papa. Contudo, isto não chegou a acontecer porque o rei francês foi persuadido de que outra ronda de batalhas poderia deixá-lo numa posição de negociação melhor e, assim, retirou os seus representantes.
Charny foi morto em 1356 na Batalha de Poitiers, quando o exército real francês foi derrotado por uma força anglo-gascã menor comandada pelo filho de Eduardo, o Príncipe Negro, e João foi capturado. Em 1360, o Tratado de Brétigny pôs fim à guerra, com vastas áreas da França sendo cedidas à Inglaterra; incluindo Guînes e o seu condado que se tornou parte do Pale de Calais. O castelo foi sitiado pelos franceses em 1436 e 1514, mas susteve-se a cada vez. Guînes permaneceu nas mãos dos ingleses até ser recapturada pelos franceses em 1558.
A impunidade de João de Doncaster em 1352 inspirou outros atores privados à procura de grandeza a violar as tréguas. Mesmo em regiões mais distantes como a Borgonha, alguns agiam por iniciativa própria, declarando-se em serviço da Coroa inglesa, embora seja difícil determinar a influência do incidente de Guînes nos demais. Essas ações contribuíram à reabertura da guerra e inicialmente beneficiavam a Coroa, mas a longo prazo ameaçaram a autoridade real.